# Šdema
Misgav Dov (hebrejsky שְׁדֵמָה‎, v oficiálním přepisu do angličtiny Shedema, přepisováno též Shdema) je vesnice typu mošav v Izraeli, v Centrálním distriktu, v Oblastní radě Gederot.

## Geografie
Leží v nadmořské výšce 49 metrů v hustě osídlené a zemědělsky intenzivně využívané pobřežní nížině.
Obec se nachází 8 kilometrů od břehu Středozemního moře, cca 27 kilometrů jižně od centra Tel Avivu, cca 47 kilometrů západně od historického jádra Jeruzalému a 8 kilometrů severovýchodně od přístavního města Ašdod. Je součástí jednotně koncipovaného bloku zemědělských osad Misgav Dov, Šdema, Kfar Mordechaj a Mejšar, které jsou situovány do kruhu okolo centrální vesnice Aseret. Mošav Šdema obývají Židé, přičemž osídlení v tomto regionu je etnicky převážně židovské.
Šdema je na dopravní síť napojena pomocí místní silnice číslo 4101 a 4102, která jižně od vesnice ústí do dálnice číslo 41.

## Dějiny
Šdema byla založena v roce 1954. Zakladateli mošavu měli být Židé z Íránu. Ti zde ale nakonec odmítli bydlet a vesnice tak byla osídlena obyvateli měst, kteří sem přišli v rámci hnutí me-ha-Ir le-kfar (מהעיר לכפר) – „Z města na vesnici“. Původně se mošav nazýval Jafe Nof (יפה נוף, „Krásná vyhlídka“), současné jméno je odvozeno z Bible a znamená „Obilné pole“.
Místní ekonomika se zaměřovala na zemědělství, zejména pěstování květin na vývoz.

## Demografie
Podle údajů z roku 2014 tvořili naprostou většinu obyvatel v Šdema Židé (včetně statistické kategorie "ostatní", která zahrnuje nearabské obyvatele židovského původu ale bez formální příslušnosti k židovskému náboženství).
Jde o menší obec vesnického typu s dlouhodobě rostoucí populací. K 31. prosinci 2014 zde žilo 593 lidí. Během roku 2014 populace stoupla o 0,0 %.
| Rok            | 1961 | 1972 | 1983 | 1995 | 2001 | 2003 | 2004 | 2005 | 2006 | 2007 | 2008 | 2009 | 2010 | 2011 | 2012 | 2013 | 2014 |
| -------------- | ---- | ---- | ---- | ---- | ---- | ---- | ---- | ---- | ---- | ---- | ---- | ---- | ---- | ---- | ---- | ---- | ---- |
| Počet obyvatel | 123  | 146  | 214  | 284  | 375  | 401  | 410  | 408  | 399  | 429  | 429  | 546  | 550  | 578  | 580  | 593  | 593  |